# Tom Hiel
Tom Hiel (...) è un compositore statunitense che ha realizzato musiche per film e serie televisive.

## Filmografia parziale

### Cinema
- Il prezzo di Hollywood (Swimming with Sharks), regia di George Huang (1994)
- Una magica estate (A Plumm Summer), regia di Caroline Zelder (2007)
- Lost Angeles, regia di Phedon Papamichael (2012)
- The Mummy Resurrected, regia di Patrick McManus (2014)

### Televisione
- The Practice - Professione avvocati (The Practice) - serie TV, 22 episodi (2000-2004)
- Demon Town (Glory Days) - miniserie TV (2002)
- Rock Monster - film TV, regia di Declan O'Brien (2008)
- Sharktopus - film TV, regia di Declan O'Brien (2010)

## Premi
- BMI Film & TV Award - vinto nel 2002 per The Practice - Professione avvocati.[2]